# Међународни дан архива
Међународни дан архива, који се обележава 9. јуна, светска архивска заједница, а у оквиру ње и српска заједница архива с Архивистичким друштвом Србије и Друштвом архивских радника Војводине жели обележавањем овог дана да подстакне и развије свест јавности о архивској грађи као културном и споменичком благу које заслужује да буде сачувано од заборава, пропадања, уништења, а првенствено као основа за писање историје и памћење једног народа. Јер народ без историје и памћења као и писаних докумената која то потврђују, престаје да постоји.
Идеја о обележавању Међународног дана архива појавила се почетком 21. века. На 15. Конгресу у Бечу учесници су усвојили резолуцију о оснивању Међународног дана архива који би се обележавао сваке године 9. јуна, на дан оснивања Међународног архивског већа International Council on Archives (ICA). До прве прославе се чекало неколико година, тако да је први Међународни дан архива обележе 9. јуна 2008. године.
Међународни дан архива је прилика када архиви у свету јавност упознају са својом стручном, културном, научном, административном и услужном делатношћу, као и са вредним историјским писаним благом о којем воде бригу.
Српски архиви поводом Међународног дана архива приређују изложбе, отварају врата својих установа, организују предавања, стручне скупове, промоције књига и друге промотивне догађаје како у архивима, тако и у другим установама промовишући на тај начин мултикултурални приступ националној историји и култури с акцентом на важности заштите писане културне баштине.